# Shimmer Women Athletes

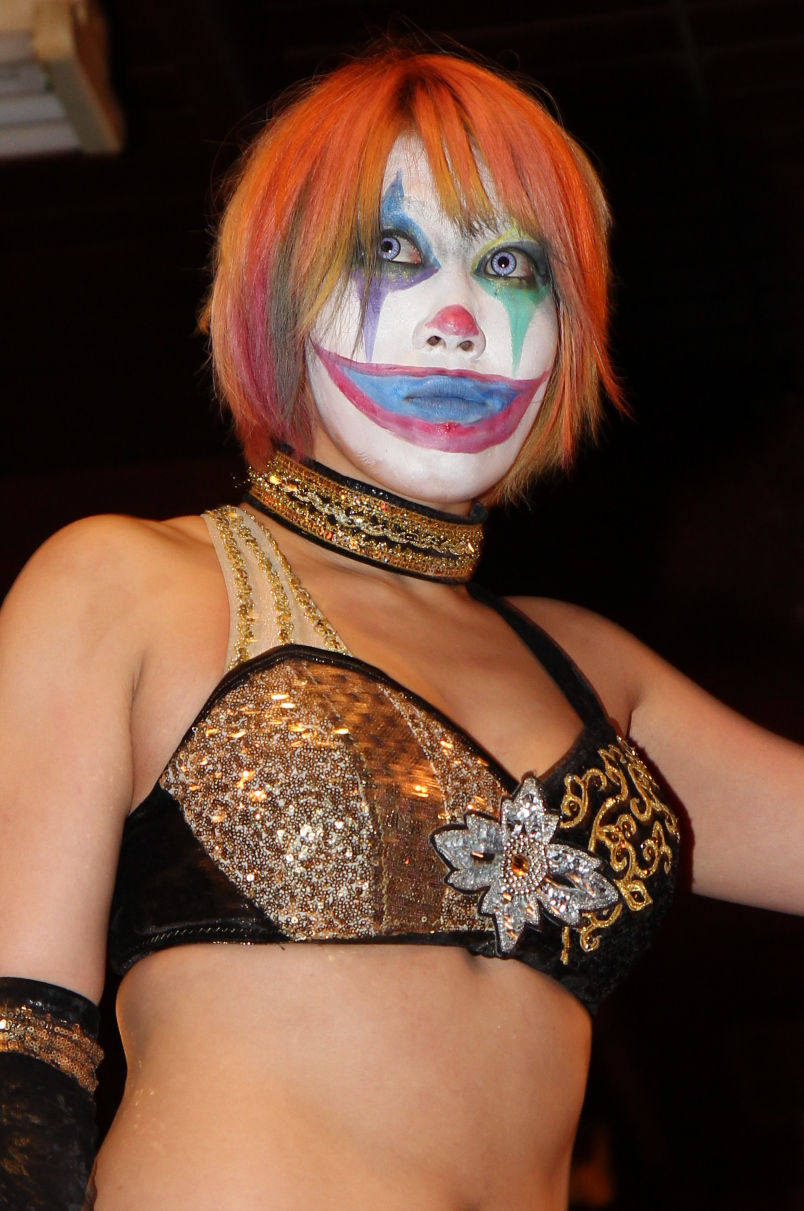
Luchadora japonesa profesional durante el Shimmer Women Athletes show en abril de 2013.

Shimmer Women Athletes es una empresa norteamericana promotora de lucha libre profesional localizada en Estados Unidos en Berwyn, Illinois. Es una empresa reconocida por estar basada en la lucha libre femenil, que inició su primer evento el 6 de noviembre de 2005. Creada por Dave Prazak y manejada tanto por él como por Allison Danger, la promoción fue creada con una misión de dar preparación al talento femenil mostrando sus habilidades internacionalmente. Elaboran un espectáculo un prom
edio de cada tres meses, y al juntar dos espectáculos los hacen un Volumen. Debido al trabajo de Prazak, la empresa Ring of Honor esta ligada y afiliada a esta misma empresa, por lo que talentos de Shimmer Women Athletes aparecen ocasionalmente en Ring of Honor. En septiembre de 2008 la empresa anunció que comenzaría su propia escuela de luchar para atletas femeninas.
Las próximas grabaciones de shimmer se harán en Berwin Illinois el 26 y el 27 de marzo

## Campeonas actuales
| Campeonato                    | Actual (es) campeona (as)               | Reinado | Fecha                  | Días  | Localización     | Excampeona                              |
| ----------------------------- | --------------------------------------- | ------- | ---------------------- | ----- | ---------------- | --------------------------------------- |
| Shimmer Championship          | Kimber Lee                              | 1       | 3 de noviembre de 2019 | 1962+ | Berwyn, Illinois | Nicole Savoy                            |
| Shimmer Tag Team Championship | Team Sea Stars (Ashley Vox & Delmi Exo) | 1       | 2 de noviembre de 2019 | 1963+ | Berwyn, Illinois | Cheerleader Melissa & Mercedes Martinez |
| Heart of Shimmer Championship | Samantha Heights                        | 1       | 5 de abril de 2019     | 2174+ | Woodside, Queens | Dust                                    |